# Kay Bluhm
Kay Bluhm, född den 13 oktober 1968 i Brandenburg an der Havel i dåvarande Östtyskland, är en kanotist som tävlat för Östtyskland och därefter det återförenade Tyskland.
Han tog OS-brons i K-2 1000 meter  i samband med de olympiska kanottävlingarna 1988 i Seoul.
Han tog OS-guld i K-2 500 meter och OS-guld i K-2 1000 meter i samband med de olympiska kanottävlingarna 1992 i Barcelona.
Han tog OS-guld igen i K-2 500 meter och OS-silver i K-2 1000 meter i samband med de olympiska kanottävlingarna 1996 i Atlanta.